# Campionato europeo femminile di calcio 1987
Il Campionato europeo femminile di calcio 1987 fu la seconda edizione del torneo e si tenne in Norvegia dall'11 al 14 giugno 1987. Il torneo fu vinto dalla squadra ospitante, la Norvegia, che superò in finale la Svezia campione uscente.

## Qualificazioni
Sedici squadre presero parte alle qualificazioni, in cui furono divise in quattro gironi. Le vincenti di ciascun girone si qualificarono per la fase finale.

## Tabellone
|  | Semifinali | Semifinali   | Semifinali |        |          | Finale          | Finale          | Finale          |  |
|  |            |              |            |        |          |                 |                 |                 |  |
|  | Gr1        | Norvegia     | 2          |        |          |                 |                 |                 |  |
|  | Gr1        | Norvegia     | 2          |        |          |                 |                 |                 |  |
|  | Gr4        | Italia       | 0          |        |          |                 |                 |                 |  |
|  | Gr4        | Italia       | 0          |        | Norvegia | Norvegia        | 2               |                 |  |
|  |            |              |            |        | Norvegia | Norvegia        | 2               |                 |  |
|  |            |              | Svezia     | Svezia | 1        |                 |                 |                 |  |
|  | Gr3        | Svezia (dts) | Svezia     | Svezia | 1        | 3               |                 |                 |  |
|  | Gr3        | Svezia (dts) |            |        |          | 3               |                 |                 |  |
|  | Gr2        | Inghilterra  | 2          |        |          | Finale 3º posto | Finale 3º posto | Finale 3º posto |  |
|  | Gr2        | Inghilterra  | 2          |        |          |                 |                 |                 |  |
|  |            |              |            |        |          |                 |                 |                 |  |
|  |            |              |            |        |          | Italia          | Italia          | 2               |  |
|  |            |              |            |        |          | Italia          | Italia          | 2               |  |
|  |            |              |            |        |          | Inghilterra     | Inghilterra     | 1               |  |

## Risultati

### Semifinali
| Arbitro: | Eysteinn Guðmundsson |

|                       |           |  |
| Stendal 40’ Støre 73’ | Marcatori |  |

| Arbitro: | Michał Listkiewicz |

|                              |           |                        |
| Börjesson 32’ Axén 50’, 100’ | Marcatori | 35’ Sherrard 43’ Davis |

### Finale terzo posto
| Arbitro: | Peter Mikkelsen |

|                         |           |                 |
| Morace 36’ Vignotto 50’ | Marcatori | 4’ (rig.) Davis |

### Finale
| Arbitro: | Eero Aho |

|                  |           |              |
| Stendal 28’, 72’ | Marcatori | 73’ Videkull |

| Norvegia | Svezia |

### Formazioni
| Norvegia (3-4-3) |    |                     |  |     |
|                  |    |                     |  |     |
| P                | 1  | Janne Andreassen    |  |     |
| D                | 4  | Bjørg Storhaug      |  |     |
| D                | 8  | Heidi Støre         |  |     |
| D                | 10 | Gunn Nyborg         |  |     |
| C                | 2  | Torill Hoch-Nielsen |  |     |
| C                | 3  | Liv Strædet         |  |     |
| C                | 5  | Mariann Mortensen   |  |     |
| C                | 7  | Tone Haugen         |  |     |
| A                | 6  | Ellen Scheel Aalbu  |  |     |
| A                | 9  | Trude Stendal       |  |     |
| A                | 11 | Kari Nielsen        |  | 79’ |
| Sostituzioni:    |    |                     |  |     |
| C                | 14 | Lisbeth Bakken      |  | 79’ |
| Selezionatore:   |    |                     |  |     |
| Erling Hokstad   |    |                     |  |     |

| Svezia (4-4-2) |    |                      |     |     |
|                |    |                      |     |     |
| P              | 1  | Elisabeth Leidinge   |     |     |
| D              | 14 | Helen Johansson      |     | 41’ |
| D              | 8  | Anette Nicklasson    | 78’ |     |
| D              | 9  | Karin Ahman-Svensson |     |     |
| D              | 10 | Anette Börjesson     |     |     |
| C              | 3  | Gunilla Axén         |     |     |
| C              | 5  | Eva Andersson        |     |     |
| C              | 6  | Anna Svenjeby        | 75’ |     |
| C              | 11 | Helena Carlsson      |     |     |
| A              | 7  | Pia Sundhage         |     |     |
| A              | 2  | Lena Videkull        |     |     |
| Sostituzioni:  |    |                      |     |     |
| C              | 15 | Marie Karlsson       |     | 41’ |
| Selezionatore: |    |                      |     |     |
| Ulf Lyfors     |    |                      |     |     |

|  | Regole incontro: - 80 minuti. - 20 minuti di tempi supplementari se necessario. - Tiri di rigore se l'incontro finisce in parità. - Dodici atlete a disposizione come sostituti. - Due sostituzioni massime durante l'incontro. |

## Classifica marcatrici
3 reti
- Trude Stendal

2 reti
- Gunilla Axén
- Kerry Davis

1 rete
- Jackie Sherrard
- Carolina Morace

- Elisabetta Vignotto
- Heidi Støre

- Anette Börjesson
- Lena Videkull